# ジャバド・マハジョーブ
ジャバド・マハジョーブ（Javad Mahjoub 1991年5月26日- ）はカナダ在住の柔道選手。イランのラザヴィー・ホラーサーン州出身。階級は100kg級と100kg超級。身長186cm。体重100kg。2021年の東京オリンピックには難民選手団の一員として出場を果たした。

## 経歴
2010年のアジアジュニア100㎏級で優勝した。2012年のロンドンオリンピックにはイスラエルのアリエル・ゼエビと対戦する可能性があったために、イラン当局からの警告により出場辞退を余儀なくされた。2013年にはアジア柔選手権とグランドスラム・モスクワで優勝を飾った。2016年にはグランプリ・デュッセルドルフで3位になった。リオデジャネイロオリンピックにはイラン代表で出場するも、初戦でベルギーのトマ・ニキフォロフに背負投で敗れた。2017年には階級を100kg超級に上げた。2018年にはグランプリ・トビリシとグランプリ・アンタルヤで2位になるも、アジア大会では5位にとどまった。その後、イランからカナダに逃れると、2021年7月に日本武道館で開催された東京オリンピックには難民選手団の名の下で参加することになったが、2回戦でリオデジャネイロオリンピック100kg級金メダリストであるチェコのルカシュ・クルパレクに敗れた。東京オリンピック混合団体には難民選手団の一員で出場するも、初戦のドイツ戦で敗れた。

## 主な戦績
- 2009年 - アジアジュニア　3位(90㎏級)

100kg級での戦績
- 2010年 - アジアジュニア　優勝
- 2010年 - アジア大会　7位
- 2012年 - アジア柔選手権　2位
- 2013年 - アジア柔選手権　優勝
- 2013年 - グランドスラム・モスクワ　優勝
- 2014年 - グランプリ・トビリシ　3位
- 2014年 - グランプリ・サムスン　3位
- 2014年 - アジア大会　5位
- 2015年 - グランプリ・ウランバートル　3位
- 2016年 - ヨーロッパオープン・オーバーヴァルト　優勝
- 2016年 - グランプリ・デュッセルドルフ　3位
- 2016年 - グランプリ・トビリシ　2位
- 2016年 - グランプリ・アルマトイ　3位

100kg超級での戦績
- 2017年 - グランプリ・ハーグ　3位
- 2018年 - グランプリ・チュニス　3位
- 2018年 - ヨーロッパオープン・プラハ　優勝
- 2018年 - グランプリ・トビリシ　2位
- 2018年 - グランプリ・アンタルヤ　2位
- 2018年 - アジア大会　5位

(出典)